# Colonias de Cernícalo Primilla de San Vicente de Alcántara
Colonias de Cernícalo Primilla de San Vicente de Alcántara este o arie protejată (arie de protecție specială avifaunistică — SPA) din Spania întinsă pe o suprafață de 23,47 ha, integral pe uscat.

## Localizare
Centrul sitului Colonias de Cernícalo Primilla de San Vicente de Alcántara este situat la coordonatele 39°21′45″N 7°07′57″W / 39.3625°N 7.1325°V.

## Înființare
Situl Colonias de Cernícalo Primilla de San Vicente de Alcántara a fost declarat arie de protecție specială avifaunistică în decembrie 2004 pentru a proteja 5 specii de animale.

## Biodiversitate
Situată în ecoregiunea mediteraneană, aria protejată conține 1 habitat natural: Pseudostepă cu ierburi și specii anuale de Thero-Brachypodietea.
La baza desemnării sitului se află mai multe specii protejate de  păsări (5): lăstunul mare (Apus apus), barză albă (Ciconia ciconia), lăstun de casă (Delichon urbica), Falco naumanni, rândunică (Hirundo rustica).
Pe lângă speciile protejate, pe teritoriul sitului au mai fost identificate 2 specii de păsări.